# Superpohár UEFA 1982
Osmý ročník Superpoháru UEFA se odehrával na dva zápasy mezi vítězem Poháru mistrů evropských zemí v ročníku 1981/82 – Aston Villa FC – a vítězem Poháru vítězů pohárů ve stejném ročníku – FC Barcelona.
Hrálo se na dva zápasy. První se odehrál 19. ledna 1983 na Camp Nou v Barceloně s výsledkem 1:0 a druhý konaný 26. ledna 1983 na Villa Park v Birminghamu skončil vítězstvím domácích 3:0.

## Zápas

### 1. zápas
| 19. ledna 1983 |       |                |                                            |
| FC Barcelona   | 1 : 0 | Aston Villa FC | Camp Nou, Barcelona rozhodčí: Bruno Galler |
| Alonso 52'     |       |                | Camp Nou, Barcelona rozhodčí: Bruno Galler |

### 2. zápas
| 26. ledna 1983                     |                      |              |                                                |
| Aston Villa FC                     | 3 : 0 po prodloužení | FC Barcelona | Villa Park, Birmingham rozhodčí: Alexis Ponnet |
| Shaw 80' Cowans 100' McNaught 104' |                      |              | Villa Park, Birmingham rozhodčí: Alexis Ponnet |

## Vítěz
| Superpohár UEFA 1983 Aston Villa FC (1. vítězství) |